# Trollhättan
Trollhättan ( OUÇA A PRONÚNCIA) é uma cidade sueca na província da Västergötland. Está localizada nas margens do rio Gota, a 10 quilômetros do lago Vänern e a 70 quilômetros a nordeste da cidade de Gotemburgo.
É sede da comuna da Trollhättan, no condado da Västra Götaland. Tem uma área de 24,6 quilômetros quadrados e segundo censo de 2018, havia 49 897 habitantes.

## História
Em 1920, foi achado em Hjortmossen, um dos bairros de Trollhättan, a peça de vestuário mais antiga da Suécia – o manto de Gerum – um manto feito de lã, datado de cerca de 300 a.C. na Idade do Ferro. Outro bairro, Lextorp, cuja população é de cerca de 4 000 residentes, tem a maioria de seus prédios dos anos 70 e 80. Em Granngården, em Lextorp, há torres e centros de serviço, bem como a Igreja de Lextorp.

## Bairros
- Halvorstorp[9]
- Hjortmossen[7]
- Lextorp[8]

## Comunicações
Trollhättan é atravessada pelo rio Gota, importante via de transportes fluviais ligando o lago Vänern à cidade de Gotemburgo, pela estrada europeia E45 e pela linha férrea da Noruega/Vänern, conectando Gotemburgo a Kornsjø (Noruega) e Kil (Suécia). É servida pelo aeroporto de Trollhättan-Vänersborg, a 5 quilômetros a nordeste da cidade.

## Turismo
- Museu SAAB[10]
- Canal de Trollhättan[11]